# Calvoa
Genre
Calvoa est un genre de plantes à fleurs de la famille des Melastomataceae dont les espèces sont originaires d'Afrique.

## Liste d'espèces
Selon Catalogue of Life (19 octobre 2017) :
- Calvoa angolensis A. & R. Fernandes
- Calvoa confertifolia Exell
- Calvoa crassinoda Hook. fil. ex Triana
- Calvoa grandifolia Cogn.
- Calvoa hirsuta Hook. fil. ex Triana
- Calvoa integrifolia Cogn.
- Calvoa jacques-felixii E. Figueiredo
- Calvoa leonardii Jacques-Felix
- Calvoa maculata M.E.Leal
- Calvoa monticola A. Cheval. ex Hutchinson & Dalziel
- Calvoa orientalis Taub.
- Calvoa pulcherrima Gilg ex Engl.
- Calvoa sapinii De Wild.
- Calvoa seretii
- Calvoa sinuata Hook. fil. ex Triana
- Calvoa sitaeana H. Jacques-Félix
- Calvoa stenophylla Jac.-Fél.
- Calvoa subquinquenervia De Wild.
- Calvoa trochainii Jacques-Felix
- Calvoa zenkeri Gilg ex Engl.

Selon NCBI (19 octobre 2017) :
- Calvoa grandifolia
- Calvoa orientalis

Selon The Plant List (19 octobre 2017) :
- Calvoa hirsuta Hook. f.
- Calvoa monticola A. Chev. ex Hutch. & Dalziel
- Calvoa orientalis Taub.
- Calvoa pulcherrima Gilg ex Engl.
- Calvoa sapinii De Wild.
- Calvoa seretii De Wild.
- Calvoa sitaena Jacq.-Fél.
- Calvoa stenophylla Jacq.-Fél.
- Calvoa trochainii Jacq.-Fél.

Selon Tropicos (19 octobre 2017) (Attention liste brute contenant possiblement des synonymes) :
- Calvoa angolensis A. Fern. & R. Fern.
- Calvoa bequaertii De Wild.
- Calvoa calliantha Jacq.-Fél.
- Calvoa confertifolia Exell
- Calvoa crassinoda Hook. f.
- Calvoa grandifolia Cogn.
- Calvoa henriquesii Cogn.
- Calvoa hirsuta Hook. f.
- Calvoa ignatii-bolivari Brenan & Guinea
- Calvoa integrifolia Cogn.
- Calvoa jacques-felixii Figueiredo
- Calvoa leonardii Jacq.-Fél.
- Calvoa maculata M.E. Leal
- Calvoa monticola A. Chev. ex Hutch. & Dalziel
- Calvoa orientalis Taub.
- Calvoa polychaeta Guinea
- Calvoa pulcherrima Gilg ex Engl.
- Calvoa rosularis Gilg ex Engl.
- Calvoa sapinii De Wild.
- Calvoa seretii De Wild.
- Calvoa sessiliflora Cogniaux ex De Wildema
- Calvoa sinuata Hook. f.
- Calvoa sitaena Jacq.-Fél.
- Calvoa sp.-n.-halle-2260
- Calvoa stenophylla Jacq.-Fél.
- Calvoa subquinquenervia De Wild.
- Calvoa superba A. Chev.
- Calvoa trochainii Jacq.-Fél.
- Calvoa wildemaniana Exell
- Calvoa zenkeri Gilg ex Engl.